# Guilford (Connecticut)

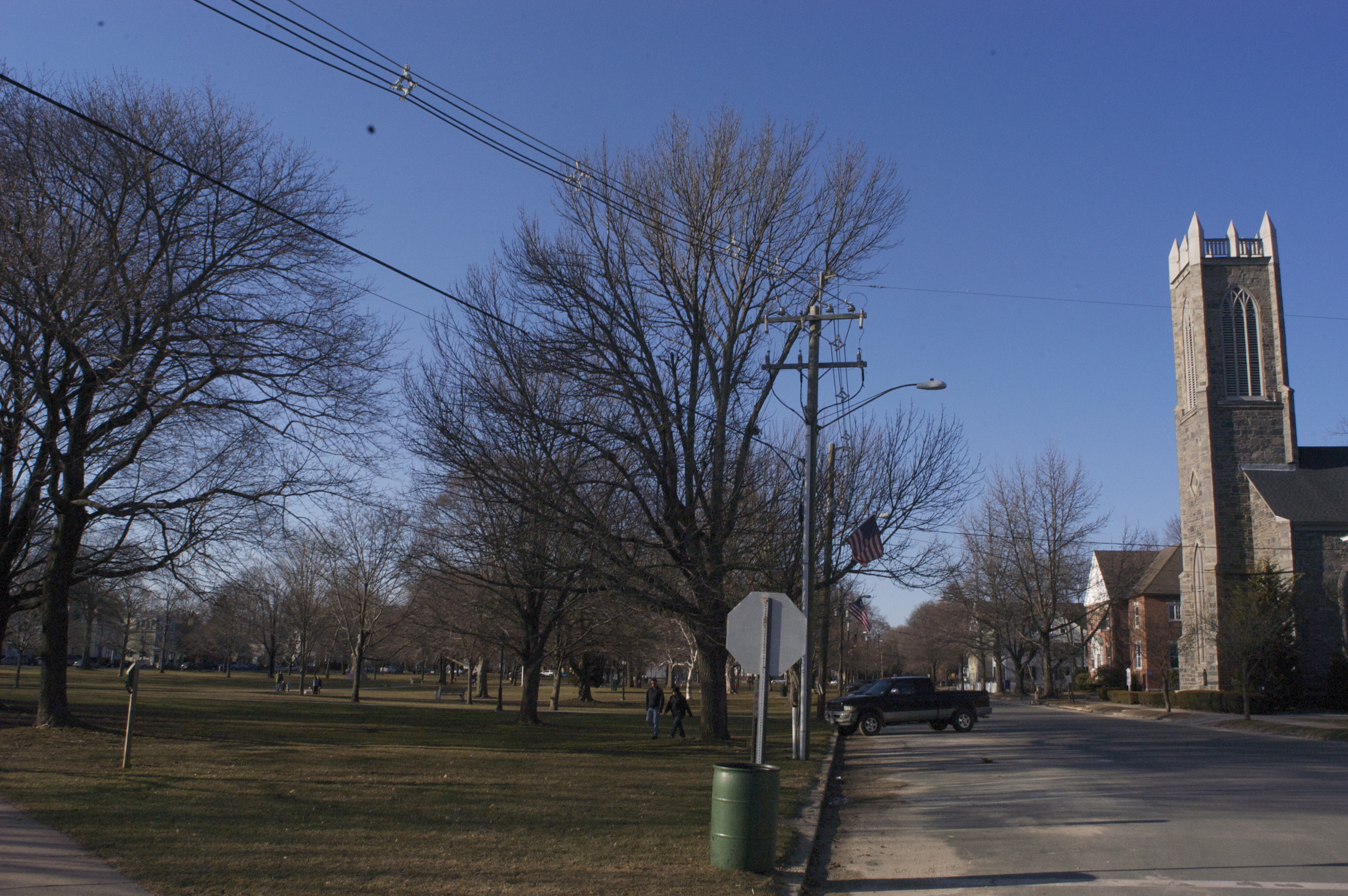
Guilford (2009)

Guilford ist eine Stadt im New Haven County im US-Bundesstaat Connecticut. Das U.S. Census Bureau ermittelte bei der Volkszählung 2020 eine Einwohnerzahl von 22.073.

## Persönlichkeiten
In Guilford geboren:
- Samuel Johnson (Philosoph) (1696–1772), anglikanischer Philosoph und Hochschullehrer
- Abraham Baldwin (1754–1807), Politiker und einer der Gründerväter der Vereinigten Staaten
- Harry Ward Foote (1875–1942), Chemiker
- Miroslav Volf (* 1956), aus Kroatien stammend, systematischer Theologe, Professor an der Yale University
- Becki Newton (* 1978), Schauspielerin
- Jennifer Westfeldt (* 1970), Schauspielerin, Drehbuchautorin und Filmproduzentin